# Instytut Polski w Berlinie
Instytut Polski w Berlinie (niem. Polnisches Institut Berlin) – polska placówka kulturalna w Berlinie podlegająca Ministerstwu Spraw Zagranicznych RP. Instytut posiada filię w Lipsku.

## O Instytucie
Instytut Polski w Berlinie funkcjonuje od 1956. Od 2004 placówka zlokalizowana jest przy Burgstrasse 27 w centralnej dzielnicy Mitte, nieopodal berlińskiej Wyspy Muzeów. Dawne siedziby znajdowały się przy ulicach Friedrichstrasse oraz Karl-Liebknecht-Strasse.
Instytut realizuje zadania z zakresu dyplomacji publicznej – zajmuje się promocją kultury, nauki i sztuki polskiej w Niemczech oraz działa na rzecz współpracy kulturalnej, naukowej i technicznej. Działalność programowa skierowana jest do publiczności zagranicznej, niemieckojęzycznej. Placówka organizuje zarówno wystawy polskiej sztuki i fotografii, jak i koncerty, spotkania literackie, pokazy filmowe, debaty historyczne oraz pogadanki architektoniczne. Instytut dysponuje własną przestrzenią galeryjną oraz biblioteką. W zbiorach bibliotecznych znajdują się nie tylko niemieckojęzyczne przekłady polskiej literatury i oryginalne utwory w języku polskim, ale także aktualne oraz archiwalne numery polskich gazet i czasopism, filmy oraz płyty CD.

## Dyrektorzy
- 1990–1996: Dorota Paciarelli
- 1996–1997: Bohdan Rymaszewski
- 1997–2001: Sławomir Tryc
- 2001–2006: Joanna Kiliszek
- 2006–2013: Tomasz Dąbrowski[4]
- od 2013–2016: Katarzyna Wielga-Skolimowska(inne języki)[5]
- 5 czerwca 2017–luty 2018: Hanna Radziejowska(inne języki)
- marzec 2018–2021: Małgorzata Bochwic-Ivanovska
- 12 kwietnia 2021 – 2024: Marzena Kępowicz(inne języki)
- od 2025: Katarzyna Sitko[6]

## Filia w Lipsku

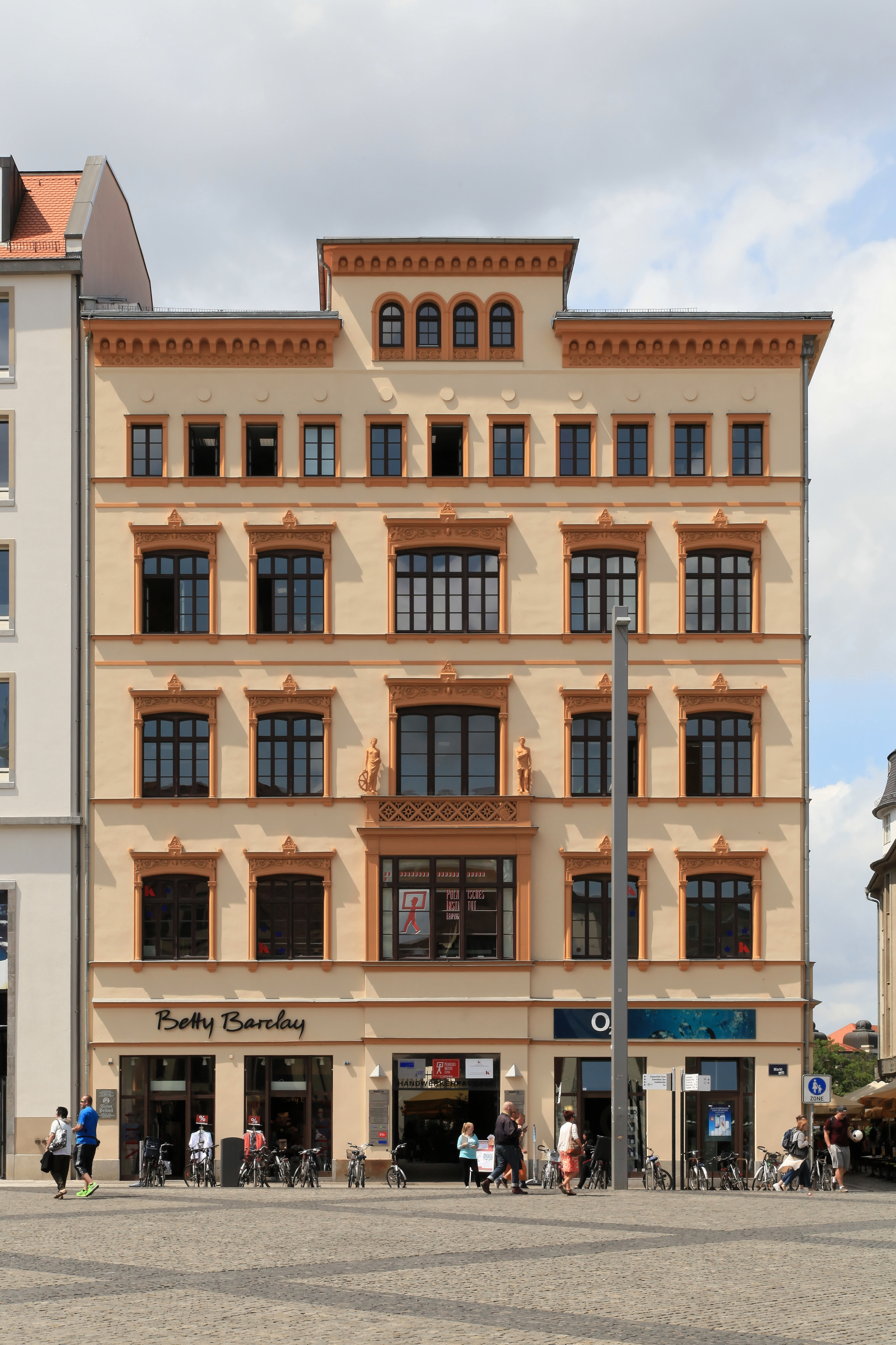
Filia Instytutu w Lipsku

Instytut Polski w Berlinie posiada filię w Lipsku (Polnisches Institut Berlin – Filiale Leipzig) zlokalizowaną bezpośrednio na lipskim Rynku pod adresem Markt 10.

### Dyrektorzy Filii w Lipsku
- 1996–2000 – Joanna Kiliszek
- 2000–2004 – Kazimierz Wóycicki
- od 2005 – Juliusz Michał Maliszewski[8]